# 中原夜市
24°57′20″N 121°14′26″E / 24.9554485°N 121.2406069°E

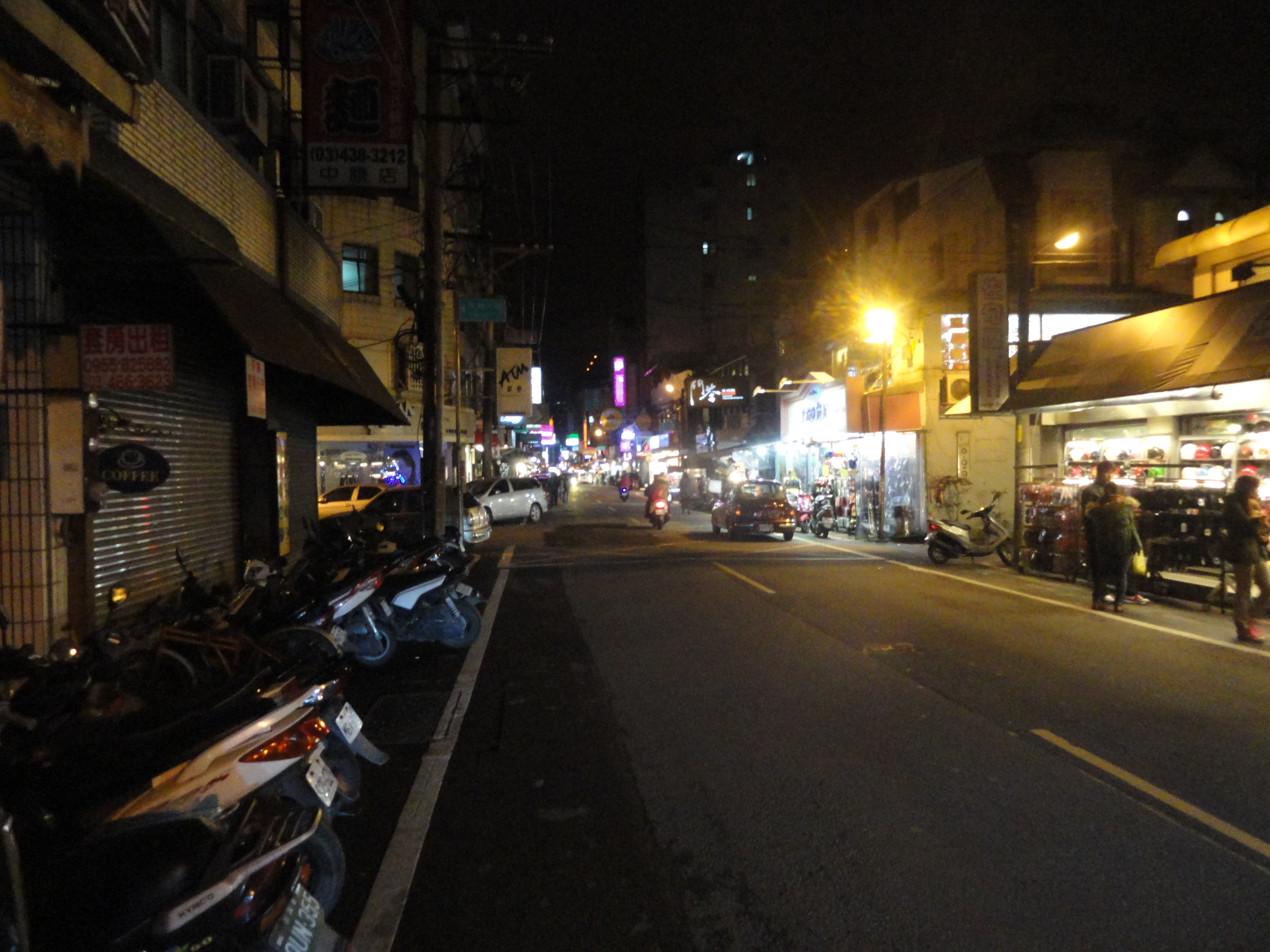
中原夜市一角

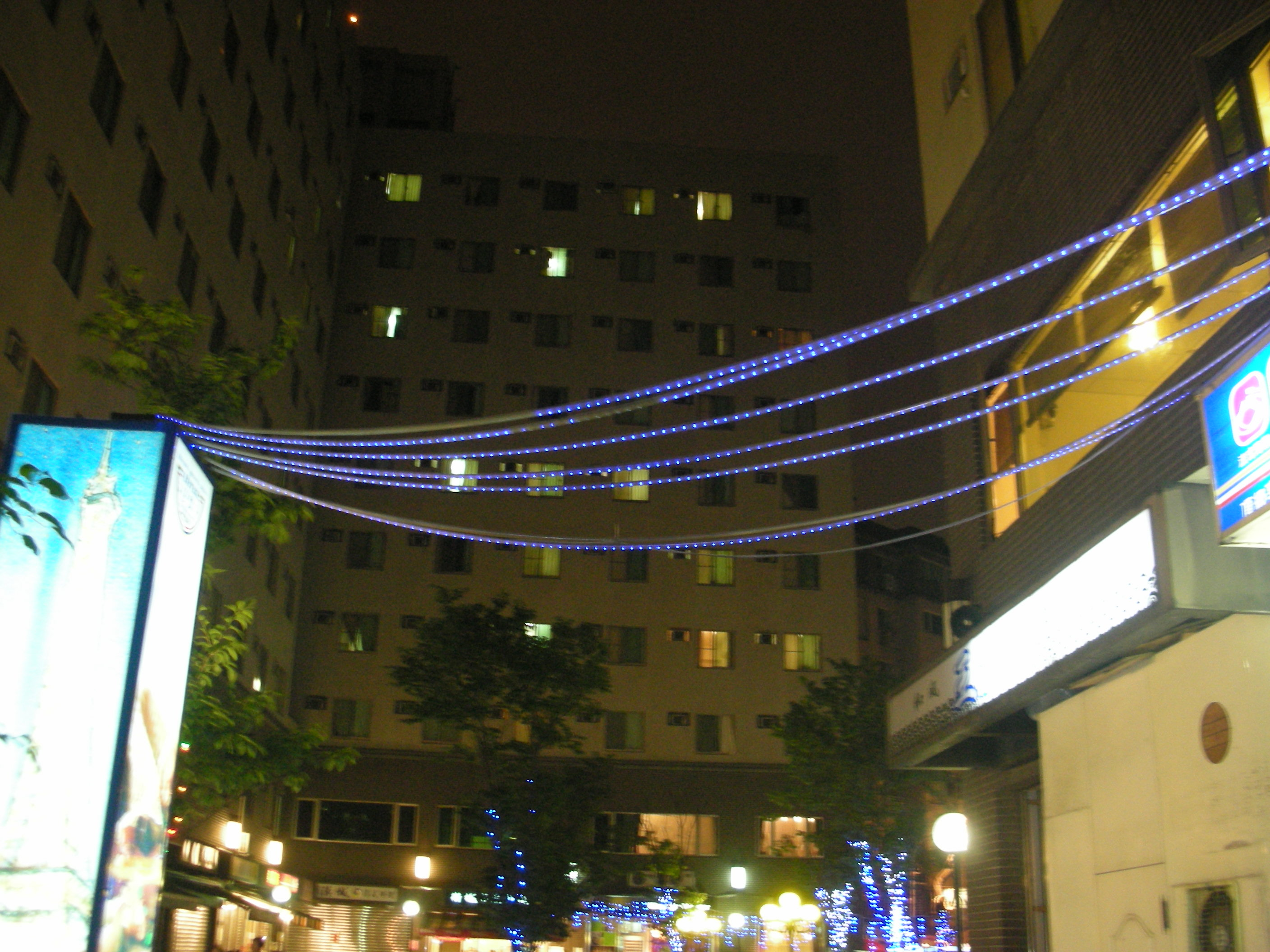
中原柏德廣場一角

中原夜市是位於台灣桃園市中壢區中原大學門口附近的實踐路、日新路以及柏德美食廣場一帶的觀光夜市，中原夜市為大桃園夜市最多元化的夜市，飲料店、文具店、藥粧店、小吃攤、服飾店、飲料店主要分布在實踐路、日新路上，而中源戲院正位於實踐路與日新路口，而柏德美食廣場內除了眾多的韓式料理餐廳之外、還有一些主題餐廳。唯一美中不足的是，由於日新路、實踐路上晚上並沒有交通限制，所以常常會有人車共道的擁擠景象。
2018年，在OpView調查的「全台十大熱門夜市排行榜」中，中原夜市位列第二名，並以鹹酥雞車輪餅、小籠湯包、玫瑰雞蛋糕為人氣美食。

## 附近地標
- 中原大學
- 大潤發中壢店
- 家樂福中原店
- 中原國小
- 中原車站(興建中)

## 外部連結
- （繁體中文）中原商圈 (中原夜市)-桃園觀光導覽網 （页面存档备份，存于）
- （繁體中文）（英文）中原夜市線上逛街Q版夜市地圖（页面存档备份，存于）